# Station Botanischer Garten
Botanischer Garten is een S-Bahnstation in het Berlijnse stadsdeel Lichterfelde. Het station is genoemd naar de nabijgelegen botanische tuin van de Freie Universität. Station Botanischer Garten ligt aan de Wannseebahn en werd geopend op 1 mei 1909.
De Wannseebahn opende in 1891 als aparte voorstadslijn parallel aan de sporen van de Stammbahn. Tussen 1900 en 1902 vond op deze lijn het eerste proefbedrijf in Berlijn met elektrische tractie (750 V gelijkstroom plaats, maar toen in 1909 het station Botanischer Garten in gebruik kwam, werd de Wannseebahn nog altijd gedomineerd door stoomtreinen. Het nieuwe station moest de ontwikkeling van de omgeving, waar een villawijk gebouwd werd, een impuls geven en werd dan ook betaald door de projectontwikkelaar. Voor het ontwerp van het station werden de architecten Gustav Erdmann en Ernst Spindler aangetrokken. Ten noorden van de sporen verrees een drie verdiepingen tellend representatief gebouw waarin de stationshal en een aantal woningen werd ondergebracht. Van hieruit leidt een overdekte brug naar het eilandperron. Een tweede, eenvoudigere ingang, eveneens aan de westzijde van het station, bevindt zich aan de Enzianstraße, die de sporen op een viaduct kruist. Het geheel is opgenomen op de Berlijnse monumentenlijst.
In 1933 was de Wannseebahn een van de laatste voorstadslijnen in Berlijn die door elektrificatie (800 V gelijkstroom via een derde rail) in het S-Bahnnet werd opgenomen. Op 15 mei stopten de eerste elektrische S-Bahntreinen in station Botanischer Garten.
De Tweede Wereldoorlog overleefde het station ongeschonden, maar de naoorlogse deling van de stad zou grotere gevolgen hebben. Station Botanischer Garten lag in de Amerikaanse sector en was deel van West-Berlijn. De S-Bahn werd echter zowel in het oosten als in het westen van de stad geëxploiteerd door de Oost-Duitse spoorwegen (Deutsche Reichsbahn). Na de bouw van de Muur in 1961 werd de S-Bahn daarom massaal geboycot in West-Berlijn. Het dalende aantal reizigers leidde tot bezuiniging op het onderhoud van stations en sporen, en ook de dienstregeling werd steeds verder uitgedund. Na een staking van het West-Berlijnse S-Bahnpersoneel in september 1980 zou een groot aantal trajecten, waaronder de Wannseebahn, zelfs helemaal niet meer bediend worden. Station Botanischer Garten sloot zijn deuren.
Nadat het stadsvervoerbedrijf BVG in 1984 het westelijke deel van de Berlijnse S-Bahn had overgenomen werd een aantal jarenlang verwaarloosde lijnen opgeknapt en geleidelijk weer in bedrijf genomen. Op 1 februari 1985 kwam de Wannseebahn, die het lijnnumer S1 had gekregen, weer in dienst en stopten er voor het eerst in vier en een half jaar weer treinen in station Botanischer Garten, dat sindsdien weer onafgebroken in dienst is.